# Бородавка Віталій Олександрович
Віта́лій Олекса́ндрович Борода́вка (* 1994) — майор НГУ, учасник російсько-української війни. Призер Ігор Нескорених-2023.

## З життєпису
Народився 1994 року в місті Харків. В юності займався дзюдо, був призером обласних чемпіонатів. Його брат — професійний спортсмен.
У Нацгвардії служить із 2013-го. Пройшов три бойові ротації в зоні АТО/ООС, зокрема — біля Мар'їнки та Пісків Донецької області. Перша ротація була у Станицю Луганську, Золоте; друга — в Маріуполь.
Напередодні повномасштабної війни, 23 лютого 2022 року, Віталій сказав батькам і дружині, щоб зібрали речі — бо почнеться війна. Вони не повірили. Йому це здавалося логічним — 21 лютого було вивезено з Харкова російських послів до кордону; 92-го бригада висунулася до кордонів.
24 лютого 2022 року о 4-й ранку його розбудила дружина — було чути як луплять «Гради». На початку повномасштабного вторгнення боронив Харків — 24 лютого 2022-го взяв участь у знищенні блок-поста окупантів — перехрестя доріг на виїзді до села Циркуни, коли знищили танк Т-72, БМП-2 та 10 росіян з підрозділу «Вимпел». 7 березня брав участь у відбитті прориву ДРГ, нападу на блок-пост «Роза Вітрів». Тоді противник відступив, втративши 11 бійців. 1 березня бійці зачищали селище Жуковського. Після Тернової Віталія відправили у госпіталь, на реабілітацію — через контузію і уламки в тілі. Був важко поранений, але з служби не пішов.
Відзначився бронзовою медаллю на Іграх Нескорених: у бігу на 100 метрів у відкритому класі IT7 серед чоловіків.здобув 3 нагороди в позамедальних заліках.

## Нагороди
- орден Данила Галицького[3]
- орден «За мужність» ІІІ ступеня[4]
- медаль «За військову службу Україні».
- медаль «Хрест пошани»